# Больница для душевнобольных Сеэвальди
Больни́ца для душе́внобольны́х Се́эвальди, также Зе́евальд (эст. Seewaldi vaimuhaigla) — комплекс исторических зданий в таллинском микрорайоне Мериметса, внесённых в Государственный регистр памятников культуры Эстонии. Расположен на землях бывшей летней мызы Зеевальд (нем. Seewald — «лес у моря», Сеэвальди, эст. Seewaldi suvemõis) и в граничащем с ними лесу, выходящем к берегу моря. Мыза была построена в начале XIX столетия врачом Самуэлем Рейнхольдом Винклером (Samuel Reinhold Winkler, 1764—1839). В настоящее время основную часть зданий комплекса использует психиатрическая клиника Северо-Эстонской региональной больницы.

## История
Результаты переписи населения 1881 года показали, что 4,3 % населения Эстляндской губернии страдает психическими расстройствами. Зарождение современной психиатрии в конце XIX века вывело душевнобольных с положения социальных изгоев и причислило их к больным. В губернии встал вопрос о строительстве больницы для их лечения.
В 1890 году было основано Общество призрения за душевнобольными Эстляндской губернии, и в 1898 году владевшая мызой Зеевальд баронесса Мария Жирар де Сукантон (Marie Girard de Saucanton) подарила ему эту недвижимость. В том же году на деньги, в основном собранные из крупных пожертвований, началось строительство больницы.
Поначалу под нужды больницы были приспособлены деревянные мызные строения. В 1901—1903 годах по планировке, разработанной Акселем фон Ховеном (Axel von Howen, 1845—1911), была определена структура всего больничного комплекса и построены четыре здания из плитняка (мужской и женский лечебные корпуса, хозяйственное здание и котельная-электростанция). В восточной части грунта были возведены сторожка и покойницкая–часовня. Для нужд больницы были также приспособлены амбар, конюшня, погреб и жилые дома мызы. Главное здание мызы перестроили в жилой дом главврача, позже оно использовалось как лаборатория и отделение наркологии и лечения алкоголизма.
Больница на 120 койко-мест была открыта осенью 1903 года, а 1909 году в ней уже было 400 койко-мест. В царское время больница Зеевальд была одним из прогрессивных медицинских учреждений, где внедрялись новые направления психиатрии, а смирительные рубашки для пациентов применять было запрещено.
К 1909 году были возведены четыре лечебных корпуса: два — для женщин и два — для мужчин (архитекторы Жак Розенбаум, Эрнст Буштедт и Эрих Якоби). «Внешний вид зданий великолепен, помимо инженерной мысли чувствуется художественный вкус. Ясно, что разнообразие, красота, многоцветие могут повлиять на больного воодушевляющее и исцеляющее», — так писала о новых зданиях в том же году эстонская газета «Päewaleht».
- Корпуса больницы Зеевальд в 1909—1910 годах

В 1913 году инженер Антон Уэссон (Anton Uesson, 1879—1942) спроектировал одноэтажный жилой дом для персонала и пристройку к ранее построенному зданию. В 1920-х годах перестройкой зданий занимался архитектор Франц де Фриз (Franz de Vries, 1890—1938). В 1970—1980 годах на территории больничного комплекса была построена психиатрическая поликлиника, архитектор Тийт Томисте (Tiit Tomiste, род. 1943).
В 1911—1945 годах медицинское учреждение носило название Больница нервных и душевных заболеваний «Зеевальд» (эст. Närvi- ja Vaimuhaiguste Haigla "Seewald").
В настоящее время основную часть зданий комплекса использует психиатрическая клиника Северо-Эстонской региональной больницы (СЭРБ, регистровый адрес: Таллин, Палдиское шоссе, 52), но многие его строения пустуют и разрушаются.
В феврале 1996 года один из лечебных корпусов клиники пережил пожар, в результате которого погибли 8 пациентов. В ходе пожара в мае 2012 года были уничтожены крыша и интерьер другого исторического здания больничного комплекса. Департамент охраны старины выразил свои опасения относительно возможного разрушения исторических зданий клиники Сеэвальди и предложил СЭРБ, если она не в состоянии содержать их в порядке, разделить грунт на участки и продать ненужные здания хотя даже бы по одному. Столичные власти планируют к началу 2026 года построить для нужд психиатрической клиники больничный корпус в Мустамяэ, в этом случае СЭРБ может поднять вопрос о продаже всего комплекса Сеэвальди.

## Здания комплекса
В 1999 году в Государственный регистр памятников культуры Эстонии как памятники архитектуры были внесены 16 объектов больничного комплекса и бывшей мызы:
| Номер дома | Время постройки | Фото | Назначение                                                | Описание | Дата инспектирования, состояние           |
| ---------- | --------------- | ---- | --------------------------------------------------------- | --- | ----------------------------------------- |
| 52/1       | 1903 год        |      | лечебный корпус 1                                         | У здания фасад в стиле историзма с непритязательным декором и большие окна, внутренние рамы которых выполнены из металла в небольшую клетку. В центральной части переднего фасада шириной в девять окон выделяется ризалит шириной в три окна с треугольным фронтоном. Главный вход находится в центре ризалита северного фасада. На первом этаже располагались дневной зал для беспокойных больных, спальни, палаты, комнаты санитаров, изоляторы и залы наблюдения. На втором этаже — дневной зал, спальня, палата наблюдения. В подвальном этаже — кухни, складские помещения, лифты для еды и белья и котельные помещения. Все стыки стен закруглены. В здании имелись паровое отопление, канализация, вентиляция и электричество. Сохранились двусторонние распашные двери, внутренние окна, сводчатые потолки, широкие лестницы из плитняка и старые паровые радиаторы. | 11 июня 2018 года, удовлетво- рительное   |
| 52/2       | 1909 год        |      | лечебный корпус 2                                         | Двухэтажное здание в хайматстиле с основным планом в виде буквы L и с высокой красной каменной крышей изначально имело вид большой виллы. Оформление фасадов асимметрично согласно югендстилю. На цоколе из плитняка до окон — широкий горизонтальный пояс из красного камня. Светлая штукатурка стен прерывается вертикальными полосами из красного кирпича. На срезы под карнизами на оштукатуренную поверхность нанесён решётчатый узор, мотивы которого варьируются. В оформлении окон использовано разнообразное размещение рам. Здание стоит в руинах после пожара 1996 года. | 2 июня 2020 года, аварийное               |
| 52/3       | 1909 год        |      | лечебный корпус 3                                         | Двухэтажный лечебный корпус для спокойных больных мужского пола. В целом аналогичен корпусу 2. Главный вход ведёт под углубляющуюся арку в стене. Арочный мотив также образуют расположенные над главным входом окна второго этажа, выходящие на лестницу. | 2 июня 2020 года, удовлетво- рительное    |
| 52/4       | 1909 год        |      | лечебный корпус 4                                         | Двухэтажное здание в хайматстиле, в целом аналогичное корпусам 2 и 3. Внутренние помещения изначально были роскошными. Сохранилось оформление вестибюля с дугообразной лестницей, простирающейся через два этажа стеклянной стеной с обрамлением в югендстиле, деревянными панелями, дверьми и декоративным размещением окон. В фойе первого и второго этажей находятся расписные камины. Изначально из фойе был выход на террасу во внутреннем дворе. | 2 июня 2020 года, удовлетво- рительное    |
| 52/5       | 1909 год        |      | лечебный корпус 5                                         | Двухэтажный дом в хайматстиле с высокой вальмовой крышей из красного камня, плитняковым цоколем и присущей югендстилю расчленённой планировкой. На фасадах чередуются красный кирпич и оштукатуренные поверхности; до окон простираются горизонтальные и по углам здания — вертикальные пояса из красных кирпичей. Как и в корпусе 3, на фронтонах псевдорешётка; сохранилось много окон специфической формы со скрытыми решётками и плотным расположением рам; во внутренних помещениях сохранились двери в югендстиле, дверные ручки, каменный паркет, настенные панели. | 2 июня 2020 года, хорошее                 |
| 52A        | 1903 год        |      | лечебный корпус                                           | Двухэтажное здание из плитняка с неоштукатуренными фасадами в стиле историзма имеет скромный декор и большие окна. В центральной части переднего фасада шириной в девять окон выделяется центральный ризалит шириной в три окна с треугольным фронтоном. Главный вход расположен в центре ризалита северного фасада. На первом этаже располагались дневной зал для беспокойных больных, спальни, палаты, комнаты санитаров, изоляторы и залы наблюдения. На втором этаже были дневной зал, спальня, палата наблюдения. В подвальном этаже располагались кухни, складские помещения, лифты для еды и белья и котельные. Все углы стен были закруглены. В здании имелись паровое отопление, канализация, вентиляция и электричество. | 2 июня 2020 года, хорошее                 |
| 52/7       | 1912 год        |      | обществен- ный дом                                        | Одноэтажное здание в стиле историзма с модернистскими дополнениями, с вальмовой крышей. Построено по проекту финского архитектора Бертеля Карла Лильеквиста (Bertel Karl Liljequist, 1885—1954). На главном фасаде — четыре окна, слуховые окна специфической формы и арочный портал со стеклянной дверью. На чердаке спроектирована комната для сушки белья; позже построены рабочие помещения, в которые можно было попасть с лестницы на боковом фасаде. Зал со сценой находился в части дома, выходящей на Палдиское шоссе. По обе стороны от главного входа располагались вспомогательные помещения, гардероб и буфет с кухней. В середине здания был просторный вестибюль. Первоначально интерьеры дома имели богатый декор, и в нём стояла светлая мебель в югендстиле, изготовленная по рисункам Жака Розенбаума. Частично сохранился трафаретный рисунок на стене у лестницы. Здание предназначалось для богослужений и праздничных приёмов. В 1926 году здание было преобразовано в женский корпус, при этом был надстроен мансардный этаж. В 1953 году на мансардном этаже располагались жилые помещения. В 1960-х годах на боковом фасаде было ппристроено помещение для оборудования кинотеатра. Здание капитально отремонтировано в 2005 году. | 2 июня 2020 года, хорошее                 |
| 52/8       | 1913 год        |      | врачебный дом                                             | Одноэтажное каменное здание, расчленённое в югендстиле. В нём находилась представительная докторская квартира с тремя спальнями. На этаже под крышей и в крыле располагалась двухкомнатная квартира дворника. У здания отсутствуют свойственные памятнику культуры признаки и детали, сохранилась только историческая ценность. | 5 декабря 2013 года, хорошее              |
| 52/9       | XIX век         |      | главное здание мызы Зеевальд, затем — жилой дом главврача | Деревянное главное здание мызы построено в XIX столетии и перестроено в 1901—1902 годах про проекту Акселя фон Ховена в квартиру главврача психиатрической больницы Эрнста фон Кюгельгена, 1871—1948). Первоначально это был одноэтажный бревенчатый дом, покрытый дощатой обшивкой. Здание расширили в западную сторону на две большие комнаты и в восточную сторону — на кухню и вспомогательные помещения. Планировка здания позже была изменена в связи с изменением функций помещений. В 1970—1980 годах была сделана пристройка для нужд лаборатории и чердак перестроен в жилые помещения, затем здание десятки лет простояло пустым и разорённым. Сохранились оконные шпингалеты, внутренние двери, дверные наличники, зеркальные потолки и печь первого этажа. | 2 июня 2020 года, удовлетво- рительное    |
| 52/10      | XIX век         |      | сторожка                                                  | Первоначально дом больничного сторожа был маленьким одноэтажным деревянным строением с двускатной крышей, который украшали ажурные деревянные детали в стиле историзма. В ходе перестройки в жилой дом здание наполовину удлинили и выстроили жилые комнаты на чердаке. После перестройки дом получил высокую крышу, большие чердачные окна и стильную внутреннюю лестницу. Сохранившиеся ценные детали — это внутренняя лестница и печь чердачного этажа. | 11 июня 2018 года, удовлетво- рительное   |
| 52/11      | XIX век         |      | конюшня мызы Зеевальд, позже — контора больницы           | Одноэтажная конюшня построена из камня. Перестроена в больничную контору. Здание неоднократно перестраивалось и достраивалось. Частично сохранились добавленные в ходе перестройки оконные рамы со шпингалетами, внутренние двери и печи. | 11 июня 2018 года, удовлетво- рительное   |
| 52/11      | XIX век         |      | покойницкая- часовня                                      | В 1903 году Аксель фон Ховен спроектировал маленькую деревянную часовню в стиле историзма. Высокие стрельчатые окна придают дому неоготический вид. К часовне присоединена более узкая прозекторская с низкой крышей, куда можно пройти с бокового фасада. Над входом в часовню первоначально был треугольный навес, ограниченный балюстрадой. Внутреннее помещение украшают восемь деревянных пилястров. Сохранились две оригинальные скамьи, оконные рамы со шпингалетами и навесными петлями, деревянная обшивка внешнего фасада и ведущая в прозекторскую внутренняя дверь. | 11 июня 2018 года, удовлетво- рительное   |
| 52/12      | 1903 год        |      | хозяйствен- ное здание                                    | Двухэтажное здание из плитняка с неоштукатуренными фасадами. Передний и задний фасады изначально имели одинаковый вид. В центре симметричных фасадов расположены ризалиты, имеющие вход и большое дуговое окно. По обе стороны от центрального ризалита расположены парные оконные проёмы, в оформлении арочных перемычек и карнизов которых использованы нависающие детали из плитняка. В здании располагались кухня, прачечная и комнаты служащих; в центральной части второго этажа — большие сушилки для белья, в крыльях дома — отдельные жилые комнаты для санитаров и санитарок. При расширении кухни к крылу здания была добавлена одноэтажная пристройка в том же стиле. Позже к юго-восточному фасаду добавили пристройку из силикатных кирпичей. В ходе перестроек добавлен этаж под крышей и заделаны оконные проёмы. К началу 2010-х годов здание было разорено и стояло пустым. | 5 декабря 2013 года, удовлетво- рительное |
| 52/13      | 1903 год        |      | котельная- электро- станция                               | Котельная-электростанция с водонапорной башней, двускатной крышей и неоштукатуренным фасадом построена из плитняка и кирпича. В северной части здания расположен машинный зал, в южной размещаются ёмкости разного размера. Из ценных деталей сохранились навес над входной дверью и оформление винтовой лестницы водонапорной башни. В ходе перестроек к зданию были добавлены мастерская и гаражи (частично разрушены). | 2 июня 2020 года, удовлетво- рительное    |
| 52/14      | 1910 год        |      | врачебный дом                                             | Одноэтажный бревенчатый дом с чердачным этажом, частично перестроенный, на его первом этаже располагались большой вестибюль, кабинет, зал, будуар и детская комната. За вестибюлем находились столовая, кухня, комната служащих, на втором этаже — спальни. В ходе перестройки был пристроен второй этаж и перенесена внутренняя лестница. Прихожая выполнена из кирпичей. В сторону улицы возведена каменная пристройка. Все пристройки нарушают изначальное решение в югендстиле. Сохранились внутренние двери, оконные рамы и ставни. В доме изначально жил доктор Лео фон Кюгельген, 1880—1931), в 1949 году работал детский сад, в 1980-е годы — больничная библиотека. Здание было перестроено в 1920—1930-х и в 1960—1970-х годах. | 2 июня 2020 года, удовлетво- рительное    |
| 52/16      | XIX век         |      | амбар мызы Зеевальд                                       | Одноэтажное каменное вспомогательное мызное здание в стиле историзма с двускатной крышей. Состоит из трёх частей разного объёма. Фасады с простым оформлением покрыты зернистой штукатуркой. Амбар был перестроен и использовался в качестве гаража. | 2 июня 2020 года, удовлетво- рительное    |